# Tragogomphus christinae
Tragogomphus christinae is een echte libel uit de familie van de rombouten (Gomphidae).
De soort staat op de Rode Lijst van de IUCN als onzeker, beoordelingsjaar 2006.
De wetenschappelijke naam van de soort werd in 1992 gepubliceerd door Jean Legrand. De typelocatie is de Zouguérivier, Mont Nimba in Guinee. De soort is vernoemd naar Christine Legrand, de tweede dochter van de auteur.